# Arles-sur-Tech
Arles-sur-Tech (katalanisch Arles de Tec) ist eine französische Gemeinde mit 2.805 Einwohnern (Stand: 1. Januar 2022) im Département Pyrénées-Orientales in der Region Okzitanien. Sie gehört zum Arrondissement Céret und zum Kanton Le Canigou.

## Geografie und Bevölkerungsentwicklung
Arles-sur-Tech liegt auf einer Höhe von 300 Metern am Fluss Tech und seinem Zufluss Riuferrer.

Bevölkerungs- entwicklung 1962–2008

- Bevölkerungs-
entwicklung 1962–2008

## Geschichte

### Lager für Flüchtlinge aus dem Spanischen Bürgerkrieg
Zu Beginn des Jahres 1939 strömten Zehntausende Flüchtrlinge aus dem Spanischen Bürgerkrieg über die Pyrenäen in den Süden Frankreichs. Seitens der französischen Regierung waren hierfür offenbar keine Vorkehrungen getroffen worden, wie und wo die Flüchtenden untergebracht werden könnten. So entstanden improvisierte Lager, die anfangs aus nicht mehr bestanden, als aus einem mit Stacheldraht umzäumten Gelände. Eines dieser ersten Centres d'acceil oder auch Centres de recueil (Aufnahmezentren oder Sammelstellen). Eines dieser improvisierten Lager befand sich seit Februar 1939 in Arles-sur-Tech:S. 37, wo zusammen mit dem Lager in Prats-de-Mollo 46.000 Menschen untergebracht waren. Eine Infrastruktur für eine menschenwürdige Unterbringung gab es in beiden Lagern nicht; in der Februarkälte mussten die Menschen weitgehend unter freiem Himmel kampieren.:S. 201
Eggers beschreibt das Lager als Verteilungszentrum, von dem aus die Flüchtlinge nach ständig wechselnden Kriterien in Centres d'hérbergement oder Camps de concentration weitergeleitet wurden, so in die Internierungslager in Argelès-sur-Mer, Saint-Cyprien oder Internierungslager Barcarès.:S. 40
Wann genau das Lager in Arles-sur-Tech wieder geschlossen wurde, ist nicht bekannt. Eggers legt eine Schließung Ende März 1939 nahe.:S. 201

## Gemeindepartnerschaften
| Name          | Region     | Staat   |
| ------------- | ---------- | ------- |
| Besalú        | Katalonien | Spanien |
| Cubelles      | Katalonien | Spanien |
| Pineda de Mar | Katalonien | Spanien |

## Sehenswürdigkeiten
- Megalithanlage Caixa von Rotllan aus dem 4. Jahrtausend v. Chr.
- Abtei Sainte-Marie aus dem 11. Jahrhundert.